# Ignacy Kurkowski
Ignacy Kurkowski (ur. 1833 w Warszawie) – naczelnik wojenny i cywilny powiatu gostynińskiego i dowódca oddziału w powstaniu styczniowym.
Stoczył bitwy pod Żychlinem, Pniewą, Osowcem, Kleczewem, Bieniszewem, na Trojaczku, pod Mieczownicą, Dobrosołowem, nad Gopłem, pod Krzywosądzem.
Po upadku powstania był dyrektorem kopalń ropy naftowej.